# Стерия-Попович, Йован
Йован Стерия-Попович (серб. Јован Стерија Поповић; 13 января 1806, Вршац, Австрийская империя — 10 марта 1856, там же) — сербский прозаик, драматург, поэт и переводчик. Представитель классицизма. Первый и один из самых известных драматургов Сербии. Основатель сербской драматургии. Зачинатель основ национального репертуара сербского театра.

## Биография
Сын греческого купца и сербки. Изучал право в Кежмароке, затем работал адвокатом, учителем лицея в г. Крагуевац, позже — возглавлял министерство просвещения конституционного правительства в Белграде (1842—1848). Занимался организацией системы школьного образования в Сербии. Позже преподавал в столичной Высшей школе (будущем Белградском университете).
Организатор сербской театральной и научной жизни, автор нескольких учебников. Сыграл важную роль в основании Сербской академии наук и искусств и Национального музея Сербии.

## Творчество
Литературную деятельность начал со стихов, посвященных греческим античным героям. К поэзии вновь вернулся в конце жизни. От поэтического творчества перешёл к историческим романам и драматургии, но наибольшего успеха достиг как комедиограф.
«Отец» сербской драмы. Стерия-Попович — первым среди сербов всерьёз занялся этим жанром и целиком посвятил себя театру. Автор исторических драм и комедий из современной жизни, которые имели большую популярность. В своих комедиях высмеивает мещанство, эгоизм, тщеславие и прочие пороки. Впервые ввёл в сербскую драматургию образ простого человека.
Театр Й. Попович воспринимал как средство нравственного воспитания и просвещения. В конце жизни издал сборник стихов.

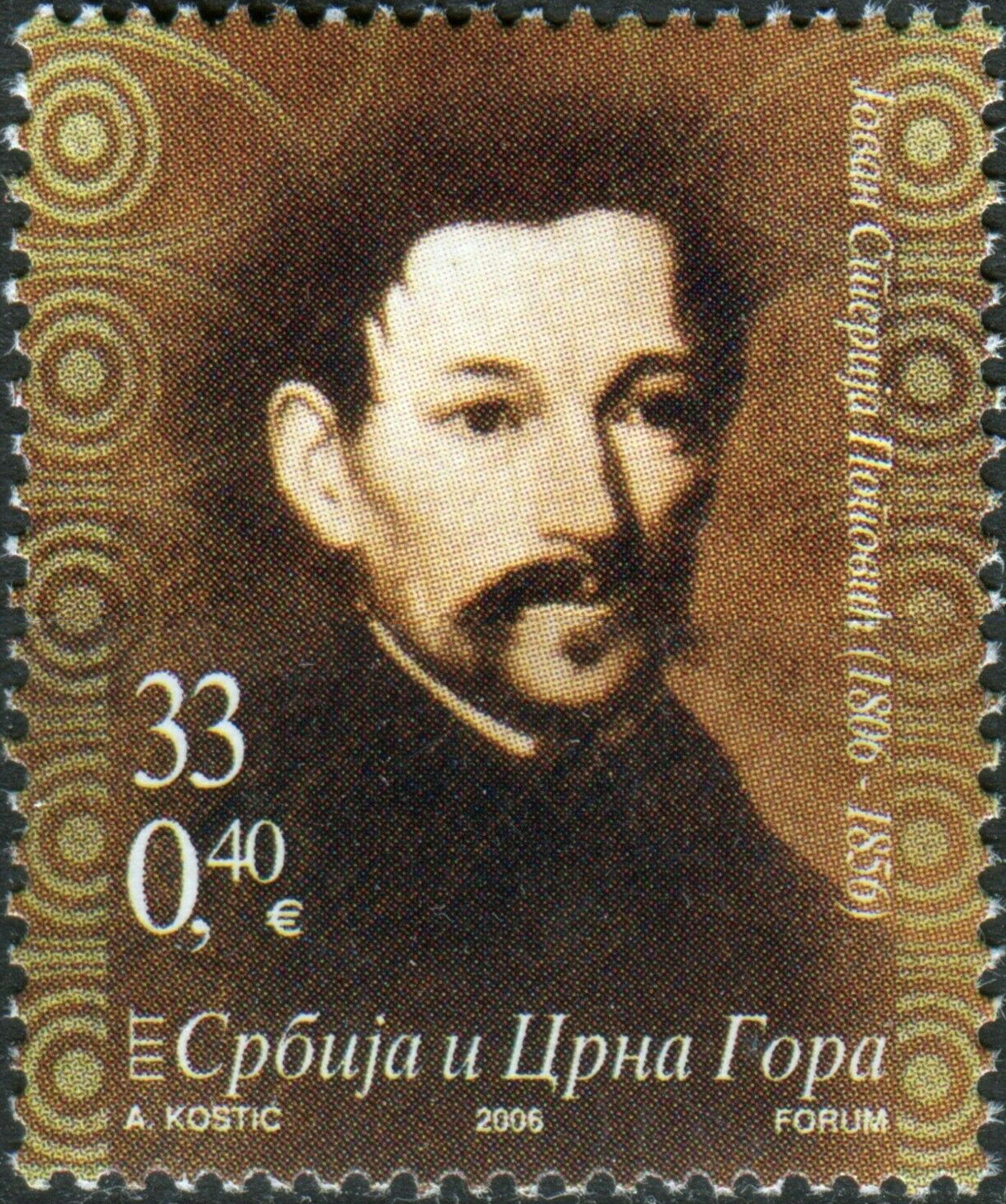
Й. Стерия-Попович на марке Сербии и Черногории. 2006 г.

Переводил с греческого и французского языков.
Его социальные комедии («Враль и подвирало», 1830; «Скупец», 1837; «Патриоты», 1849) заложили основу национального репертуара сербского театра.

## Избранные произведения

### Драматургия
- «Лажа и паралажа»
- «Тврдица»
- «Покондирена тиква»
- «Женидба и удадба»
- «Превара за превару»
- «Волшебни магарац»
- «Смрт Стефана Дечанског»
- «Невидимост или Светислав и Милена»
- «Наход Симеон или несретно супружество»
- «Аjдуци»
- «Скендербег»

### Проза
- «Боj на Косову»